# 이벽송
이벽송(李碧松, 1904년 10월 18일 ~ ?)은 일제강점기의 경찰로, 본적은 함경북도 무산군 읍면이다.

## 생애
1925년 4월 22일 조선총독부 함경북도 순사로 임명되었으며 1925년 7월 23일과 1930년 함경북도 무산경찰서에서 근무했다.
1932년 4월 2일부터 1933년 1월 3일까지 국경 경비와 항일 무장 투쟁 세력 진압 업무를 담당했고 항일 무장 투쟁 세력과 여러 차례 교전을 벌인 끝에 항일 운동가 수십 명을 살상했다. 1934년 3월 1일 만주국 정부로부터 건국공로장을 받았고 4월 29일 일본 정부로부터 훈8등 서보장을 받았다.
1934년 4월 1일부터 1935년 9월 30일까지 동북인민혁명군 세력 소탕 작전에 참가하여 동북항일연군 소속 부대원 3명을 체포하고 이들이 갖고 있던 무기를 탈취하는 한편 각종 정보 수집 활동에 가담했다. 1934년 8월 27일 만주사변에 적극 협력한 공로를 인정받아 만주 사변 종군기장에 상신되었으며 1934년 9월 3일 일본 정부의 만주 사변 행상에서 훈로(勳勞) 병에 상신되었다. 1935년 7월 25일 만주 사변에 적극 협력한 공로를 인정받아 훈로(勳勞) 갑을 받았으며 1937년 함경북도 무산경찰서 사법계에서 근무했다. 
친일반민족행위진상규명위원회가 발표한 친일반민족행위 705인 명단에 포함되었다.

## 참고자료
- 친일반민족행위진상규명위원회 (2009). 〈이벽송〉. 《친일반민족행위진상규명 보고서 Ⅳ-12》. 서울. 780~787쪽.